# Celastrol
Celastrol (tripterina) és un compost químic aïllat de l'extracte de les arrels de les plantes Tripterygium wilfordii i Celastrus regelii. Celastrol és un tripertenoide pentacíclic i pertany a la família dels metids quinones 
Els experiments en animals in vitro i in vivo mostra que el cerastrol és un antioxidant, amb activitat anti-inflammatòria, anticàncer, i insecticida S'ha demostrat el seu efecte contra l'obesitat en ratolins. També el celastrol mostra efectes inhibidors en el hipotàlam) efectes anti-diabetis i millora de la resistència a la insulina.